# My Brother the Cow
My Brother the Cow — четвёртый студийный альбом американской гранж-группы Mudhoney,  выпущен на лейбле Reprise Records 28 марта 1995 года. На CD версии альбома присутствует 13 скрытый трек, состоящий из всех предыдущих двенадцати песен альбома, запущенных задом наперёд.

## Об альбоме
«My Brother The Cow» примечателен тем, что на нём присутствуют многочисленные отсылки к группам, которые вдохновляли Mudhoney. Некоторые отсылки спрятаны в названиях песен. Например, песня «F.D.K. (Fearless Doctor Killers)» — намёк на песню «F.V.K. (Fearless Vampire Killers)» группы Bad Brains, «Orange Ball-Peen Hammer» — отсылка к песне «Orange Claw Hammer», написанной Капитаном Бифхартом (также в песне присутствуют слова, взятые у группы Led Zeppelin). «1995» — явный намёк на песню «1969» группы The Stooges, эта песня также напоминает и «L.A. Blues», ещё одну песню The Stooges.
В 2003 году альбом был переиздан лейблом Reprise и в него были добавлены бонус-треки.

## Список композиций
1. «Judgment, Rage, Retribution & Thyme» — 2:34
2. «Generation Spokesmodel» — 2:33
3. «What Moves the Heart?» — 3:12
4. «Today, Is a Good Day» — 3:05
5. «Into Yer Shtik» — 3:48
6. «In My Finest Suit» — 4:57
7. «F.D.K. (Fearless Doctor Killers)» — 2:16
8. «Orange Ball-Peen Hammer» — 3:21
9. «Crankcase Blues» — 3:06
10. «Execution Style» — 2:24
11. «Dissolve» — 3:17
12. «1995» — 5:43
13. «woC ehT rehtorB yM» (Hidden Track) — 39:00

## Список песен в переиздании
1. «Judgment, Rage, Retribution & Thyme» — 2:34
2. «Generation Spokesmodel» — 2:33
3. «What Moves the Heart?» — 3:12
4. «Today, Is a Good Day» — 3:05
5. «Into Yer Shtik» — 3:48
6. «In My Finest Suit» — 4:57
7. «F.D.K. (Fearless Doctor Killers)» — 2:16
8. «Orange Ball-Peen Hammer» — 3:21
9. «Crankcase Blues» — 3:06
10. «Execution Style» — 2:24
11. «Dissolve» — 3:17
12. «1995» — 5:43
13. «Mudhoney Funky Butt» — 1:24
14. «West Seattle Hardcore» — 0:50
15. «Sissy Bar» — 1:06
16. «Carjack '94» — 1:16
17. «Sailor» — 0:25
18. «Small Animals» — 1:17
19. «Not Goin' Down That Road Again» — 3:41

## Позиции в чартах
| Год  | Альбом             | Чарт        | Позиция |
| ---- | ------------------ | ----------- | ------- |
| 1995 | My Brother the Cow | Heatseekers | No. 19  |